# 金属バットの社会の窓
『金属バットの社会の窓』（きんぞくバットのしゃかいのまど）は、朝日放送ラジオ（ABCラジオ）にて放送されているラジオ番組。

## 概要
番組コンセプトは「大人の男としての社会性を身につける窓口番組」。
初回は、朝日放送ラジオの特番として地上波で2023年2月19日に放送され、その後、2023年8月25日にPodcastにてレギュラー放送がスタート。
2023年12月31日には、再び地上波特番第二弾を行う。
2024年4月1日、Podcastから地上波放送へ昇格し、毎週月曜日25:30 - 26:00の30分番組にて放送開始。2024年10月2日（1日深夜）より毎週火曜日24:00 - 30（水曜0:00 - 30）の枠に移動。
録音放送の為、権利上で楽曲のカット、放送尺の都合でカットした部分等を追加した「無修正版」と呼ばれる内容は、引き続きPodcastにて同週の金曜日に配信されている。
番組公式X（旧Twitter）アカウントにて、収録時にカットした音声をQRコードにて聴取できる、「社会の窓こぼれ話」も投稿されている。ポストの際の番組ハッシュタグは「＃社会の窓」

## 出演者
- 金属バット(小林圭輔・友保隼平)

ゲスト出演者
- ZUMA(ひかる・しんこだ)
- 祇園(木﨑 太郎・櫻井 健一朗)
- ヘンダーソン(子安 裕樹・中村 フー)
- 清水あいり

## 放送時間
- 毎週火曜日24:00 - 24:30（水曜0:00 - 0:30）
  - ABCラジオ（地上波放送）、radiko（同時配信）
  - 2024年9月までは毎週月曜25:30 - 26:00（火曜1:30 - 2:00）に放送していた。
- 毎週金曜日配信（Podcast）　※地上波の再編集版　
  - 配信プラットフォーム：Spotify、Apple Podcast、Amazon Music

## スポンサー
- タングルティーザージャパン（株式会社プリアップ）

　　※ 2024年6月7日（Podcast版#38（地上波#10））より（永久スポンサー）

過去の協賛企業
- 八戸ノ里ドライビングスクール　※ Podcast版＃8～＃17までの期間
- FUSSY　※ 2025年5月30日（Podcast版#89（地上波#61））をもってスポンサー卒業
- 阪神タイガース

## コーナー
番組内にて実施されているコーナーは、採用毎に番組特製のマグネット(イメージは水道修理業者の広告マグネット)がノベルティとして贈られる。
ニュースの窓
社会人たるもの、最新の時事を知るのは当然の嗜み。
リスナーから国内問わず、様々な今知っておくべきニュースを募集し、金属バットの二人が見解を述べる。
現在も主にPodcast版にて続くコーナー。シリアスな世界情勢よりも、ホッコリとするバカニュースが多く寄せられる。
投稿する際のメールの件名は「ニュース」
スーパーメッセージテーマ2
リスナーから送られてくる「毒にも薬にもならない」エピソードトークを捌くために開設されたコーナー。
もともとは「安住紳一郎の日曜天国」への対抗心から作られた同趣旨の「今週のメールテーマ」が母体。
更なるパワーアップを名目に「かつて大人気だったコーナーが装いも新たに復活」という体裁にて命名。
コーナー最後に次週の募集テーマを発表し、公式Xでもアナウンスされる。
地上波版のBGMはThe Messengersの『That's The Way A Woman Is』
投稿する際のメールの件名は「スーパーメッセージテーマ2」
エンディング(リスナーの皆さんにできる事はただひとつ大喜利)
もともと、番組エンディングにて、放送作家が台本に書いたリスナーへの煽り文句
「リスナーの皆さんにできる事はただひとつ。〇〇する事です！」という部分に対し、リスナーが勝手に文言を変えてメールを送ってきた事を発端に、ここの部分での大喜利を提唱。
友保曰く「作家が唯一、我を出せるとこ」の部分を非公認で募集。
正式コーナーとしてアナウンスされてないにもかかわらず一定数のメールが届く。
最後に、リスナーからのメールを全否定し、作家による「答え」を発表して終わるのが通例。
ふつおた
特段、大きくアナウンスされていないものの、番組への感想や意見などを募集している。時折、この内容からトークが発展したり、新しいコーナーへの足掛かりとなる事もある。
投稿する際のメールの件名は「ふつおた」
ハレルヤ
スポンサーであるタングルティーザージャパンへの称賛として友保から発せられた「ハレルヤ」というワードから、リスナーからタングルティーザーの短いCM台本を送ってもらうコーナーであったが、芸人の漫才フォーマットに頼ったものが多く、終了に。代わりに「ハレルヤ川柳」「ハレルヤ謎かけ」も募集するも1回で終了。
2024年8月時点で「ハレルヤポエム」にて募集を行うも、まだ方向性が決まっていない無限の可能性を持つ。
投稿する際のメールの件名は「ハレルヤ」
阪神タイガースニュース
スポンサーに付いた阪神タイガースに関するニュースを募集するコーナー。ただし、野球の知識に乏しい二人が話せる”ちょうどいい”内容を所望している。
投稿する際のメールの件名は「阪神タイガース」

### ※過去に実施されていたコーナー
お金の窓口
地上波レギュラー化を目指し、マネタイズやスポンサー獲得の方法を送ってもらうコーナー。
実際に送られてくるメールのアイデアは荒唐無稽で実現不可のものばかりであった。
成り上がりの窓
スポンサー獲得に向け、成功したリスナーから「成り上がったエピソード」を募集し、参考にしようというコーナー。リスナーが誰も成功していなかった為、短命に終わる。
コラボの窓口
所詮、この世はコネ。コラボすることでオイシイ展開が期待できそうな企業との太いパイプを持つ有名人をリスナーから募るコーナー。こちらも数回の実施にてフェードアウトした。
今週のメールテーマ
Podcastランキングにて上位だった当番組に対し、常に上位にランクインしている「安住紳一郎の日曜天国」の人気の秘訣として、テーマメール募集を行っている事に目をつけ、「毒にも薬にもならない」メッセージを捌いてこその一流パーソナリティをモットーに、毎週、リスナーへ金属バットの二人から提案されるテーマに対してのエピソードを送ってもらうコーナー。
地上波進出後に、新たに「スーパーメッセージテーマ2」に生まれ変わる。
スポンサーの窓口
地上波進出に伴い、Podcast版時代にフェードアウトしていったコーナーを一新し、新たに設立。
内容としては、地上波放送存続のために、スポンサー獲得に向けたアイデアをリスナーから募るコーナー。
他コーナーによる収録時間の都合上、こちらもフェードアウトとなった。
小林が欲情しそうな言葉
正式コーナーではなく『＃18小林崩壊』にて、なんでもない言葉すらもエロワードに脳内変換し暴走を見せる小林に対し、翌週にリスナーから小林が欲情しそうな言葉を募るコーナー。もちろん、単発で終了。
角田さんに読ませたいメール
『角田信明の漢気Podcast』のCMが番組冒頭に差し込まれた事に端を発したコーナー。
リスナーから「(漢気Podcast)リアクションメールが来ていない」というリークから、金属バットの二人がメールを送ってみようとする。そして、リスナーからもメール文面を募集するも、その際に「下ネタを言わせたい」という悪ふざけから、直接的ではなく、間接的に下ネタを言わせる文言を募集することになる。
実際に番組発で送られたメールが漢気Podcast内で読まれる事に成功するも、すぐに思惑がバレてお怒りになる。さらに翌週の冒頭CMにて、角田さんがこの番組の該当部分を聴いたと告白。大人な怒り方をしており、友保に関しては身バレ防止の偽名もバレて、心底震え上がる。漢気Podcastの放送期間が終了したことも相まって終了となる。
おっぱいチャリティ
当時、活動休止をしていたZUMAのDANGO(改名時のしんこだ)へのお見舞金を徴取するためのチャリティーイベント。特別ゲストに、ZUMAひかる、グラビアアイドルの清水あいりを呼んで「清水の胸を見た回数×各人の単価」を見舞金額とする企画。
結果的に、小林が2回、友保が9回、ひかるが76回にて18,600円となるも、しばらくDANGOに会わなかった事を理由に、未払いであることが後に発覚する。
ZUMA解散式
2024年6月を以て解散を発表したZUMA。番組とも関わりが深かったこともあり、スタジオにZUMAひかるをゲストに迎え、解散式を執り行った。収録中に、しんこだ(DANGO、現：しんこだ工務店)へ電話中継を行いながら進行され、関わりの深かった芸人仲間(鬼としみちゃむ、牛ペペ、黒帯、侍スライス)からの熱い激励のメッセージが届く。
黒帯からのメッセージ後「放送に乗るから良いカッコをつけている」と、ZUMAから難癖をつけられる。また、侍スライスからのメッセージでは、しんこだが感極まる場面もあったが「黒帯は？」との問いに「嘘」と答えた。
また、この時にチャリティの見舞金を未だに貰っていないと発覚。収録後に金属バット両名から当日の財布の所持金を渡す運びとなる。
最後に、ZUMAひかるから、この日の為に特訓した木琴での「仰げば尊し」が演奏されるも、おもちゃみたいな音であった。さらに、演奏後にビデオ通話しているしんこだ(と、しんこだの子供)に向かって、小林・ZUMAひかるの両名が局部を露出。友保は直前で参加放棄した。

## 特徴
- 基本的に二人によるフリートークが軸になっており、トピックス的な時事ニュースを台本として用意されている場合もある。
- トークは、下ネタに繋がる事が多く、特に生殖器や放送コードに触れる用語が多く発せられるも、独特な言い回しなどでオブラートに包む努力はしている。また、リスナーからも当たり障りない内容であっても下ネタに繋げる文面になっていくのも特徴。
- 先輩、同期、後輩問わず芸人仲間の話題も多々出ており、話題に出したことをきっかけに地上波特番第二弾では、ゆかりのある芸人をゲストに呼んでの収録を行った。
- 番組収録にあたって、ケータリングとしてスタッフの差し入れた飲食物がブース内に置かれており、収録中にもかかわらず飲食する様子が放送されている。
- もともとスポンサー不在の状態からスタートし「スポンサーについてくれるならば何でもやる」の精神であったが、地上波進出を機に、唐突に複数のスポンサーが現れ困惑しながらも迎合している。

## オンエア楽曲
地上波放送の際には、既存の楽曲を流せる事から、二人の選曲によって楽曲を差し込んでいる。リスナーからのリクエスト等も募ったことがあったが、結局は独断での選曲となる。また、地上波特番時には、複数セクション曲をかけられるタイミングがあったが、全て同じ1曲を繰り返し流した。
| 放送回      | 曲名                           | 歌手名                  |
| ----------- | ------------------------------ | ----------------------- |
| 地上波特番① | Do the GARIYA thing            | ラッパ我リヤ            |
| 地上波特番② | 路上                           | THA BLUE HERB           |
| 地上波＃1   | 冒険の旅                       | (ドラゴンクエストⅢより) |
| 地上波＃2   | ケヤキの神                     | IKECHAN                 |
| 地上波＃3   | 思いのままに～円陣～           | ヘンダーソン            |
| 地上波＃3   | The Name                       | Runny Noize             |
| 地上波＃4   | Your Song                      | Elton John              |
| 地上波＃5   | The Medal                      | WWE:Cart Angleのテーマ  |
| 地上波＃6   | 借金大王                       | ウルフルズ              |
| 地上波＃7   | 負けないで                     | ZARD                    |
| 地上波＃7   | Gonna Fly Now                  | Bill Conti              |
| 地上波＃7   | CHA-LA HEAD CHA-LA             | 影山ヒロノブ            |
| 地上波＃7   | We Gotta Power                 | 影山ヒロノブ            |
| 地上波＃7   | ガッツだぜ                     | ウルフルズ              |
| 地上波＃7   | ロマンティックあげるよ         | 橋本潮                  |
| 地上波＃7   | Fantasista                     | Doragon Ash             |
| 地上波＃7   | 島唄                           | THE BOOM                |
| 地上波＃7   | We are the world               | U.S.A.for Africa        |
| 地上波＃7   | かに道楽                       | キダタロー              |
| 地上波＃8   | チャンピオン                   | アリス                  |
| 地上波＃8   | 上を向いて歩こう               | 坂本九                  |
| 地上波＃8   | We are the champion            | Queen                   |
| 地上波＃8   | 0点チャンピオン                | Junichi＆JJr            |
| 地上波＃9   | YAH YAH YAH                    | CHAGE and ASKA          |
| 地上波＃10  | 未来は俺等の手の中             | THA BLUE HERB           |
| 地上波＃11  | バンザイ～好きでよかった～     | ウルフルズ              |
| 地上波＃11  | ふられてBANZAI                 | 近藤真彦                |
| 地上波＃12  | Do the GARIYA thing            | ラッパ我リヤ            |
| 地上波＃13  | いとしのエリー                 | サザンオールスターズ    |
| 地上波＃15  | 般若心経RAP                    | EVISBEATS               |
| 地上波＃16  | ケヤキの神                     | IKECHAN                 |
| 地上波＃17  | 仰げば尊し                     | 演奏：ZUMAひかる        |
| 地上波＃18  | 六甲おろし                     | 唐渡吉則                |
| 地上波＃19  | ケヤキの神                     | IKECHAN                 |
| 地上波＃20  | 島唄                           | THE BOOM                |
| 地上波＃20  | 情熱をなくさないで~Joshin ver. | ウインズ平坂            |
| 地上波＃20  | Do the GARIYA thing            | ラッパ我リヤ            |